# Dictionary of Greek and Roman Geography
Le Dictionary of Greek and Roman Geography (Dictionnaire des géographies grecques et romaines), dont la première édition fut publiée en 1854, constitue le dernier tome d'une collection de dictionnaires classiques édités par le savant et lexicographe anglais William Smith (1813-1893). Cette collection comprenait notamment des ouvrages connexes, intitulés A Dictionary of Greek and Roman Antiquities et Dictionary of Greek and Roman Biography and Mythology.

## Principe
Dans la préface de l'ouvrage, Smith décrit l'objet principal de son ouvrage : « Le Dictionnaire des géographies [...] vise principalement à présenter les auteurs grecs et romains, et à permettre à l'étudiant consciencieux de les lire de la manière la plus profitable qu'il soit. »
Le livre suit en effet cet objectif : en deux tomes, il fournit un traitement détaillé de tous les lieux importants (pays, régions, cités, villes, sites) mentionnés dans la littérature grecque et romaine, ainsi que ceux ne figurant que dans la Bible.
L'ouvrage a été réédité en 2005.